# Oh Se-jong
Oh Se-jong (kor. 오세종; * 9. Oktober 1982 in Seoul; † 27. Juni 2016 ebenda) war ein südkoreanischer Shorttracker und Olympiasieger.

## Leben
Oh startete 2002 mit der Staffel bei den Olympischen Winterspielen in Salt Lake City, gewann jedoch keine Medaille. 2003 wurde er mit der Staffel Weltmeister und gewann 2006 bei den Teamweltmeisterschaften die Goldmedaille. Bei den Olympischen Winterspielen 2006 startete er erneut mit der Staffel und konnte diesmal die Goldmedaille erringen. Oh kam 33-jährig bei einem Motorradunfall ums Leben.

## Ehrungen (Auswahl)
- 2008: Men’s Team Award bei den Asian Sports Awards[7]